# Ochrotrichia tagala
Ochrotrichia tagala är en nattsländeart som beskrevs av Oliver S. Flint Jr. 1972. Ochrotrichia tagala ingår i släktet Ochrotrichia och familjen smånattsländor. Inga underarter finns listade i Catalogue of Life.